# Hulland
Hulland – wieś i civil parish w Anglii, w hrabstwie Derbyshire, w dystrykcie Derbyshire Dales. Leży 16 km na północny zachód od miasta Derby i 197 km na północny zachód od Londynu. W 2011 roku civil parish liczyła 215 mieszkańców. Hulland jest wspomniana w Domesday Book (1086) jako Hoilant.